# Victor Viorel Bologan
Victor Viorel Bologan (n. 14 decembrie 1971) este un șahist din Republica Moldova, mare maestru internațional.

## Biografie
Victor Viorel Bologan s-a născut la 14 decembrie 1971 in Chișinău, fiind al doilea fecior din cei cinci din familia lui Anton și Ana Bologan. Tătăl său este informatician de profesie, iar mama - profesoară de limba spaniolă. La vîrsta de aproximativ 7 ani, Viorel a învățat să joace șah, fiind îndrumat de tatăl său. Mai târziu, în toamna anului 1981, a început să frecventeze antrenamentele conduse de primul său antrenor Ion Solonar. Încă după 3 ani, la finele anului 1984 i se acordă deja titlul de candidat de maestru.
În 1988 a absolvit școala cu specializare în limba spaniolă Nr 19. Timp de un a lucrat la Clubul Republican de Șah și Dame din Chisinău. În vara anului 1989 a susținut cu succes examenele de admitere la catedra de șah a Institutului de Educație Fizică si Sport din Moscova. Tot acolo a început colaborarea cu marele maestru leton Zigurds Lanka. În 1993 a absolvit Institutul și în același an a fost admis la doctorat la Academia de Educație Fizică si Sport din Rusia. Între timp, a început antrenamentele cu renumitul antrenor rus Mark Dvorețki. În 1996 a susținut teza de doctor pe tema "Pregătirea complexă a șahiștilor de performanță".
în iarna anului 1986 a început colaborarea fructuoasă cu „patriarhul” șahului moldovenesc Veaceslav Andreevici Cebanenco. Primul rezultat de performanță l-a obținut în cadrul Jocurilor de Tineret ale URSS în 1989, împărțind locurile 1-3 la masa întîi împreună cu Gelfand și Șirov. În 1990, după o serie de turnee reușite, Viorel Bologan a îndeplinit cele 3 norme necesare de maestru internațional. În toamna aceluiași an i se oferă titlul.

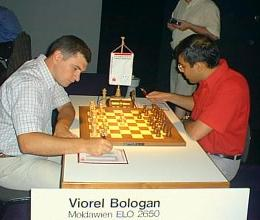
Bologan—–Anand, Dortmund 2003

Anul 1991 a fost unul hotărâtor în cariera sa șahist. A îndeplinit 4 norme de mare maestru (titlul îi este oferit în octombrie la congresul FIDE), și a evoluat destul de reușit la ultimul campionat al URSS, unde a obținut locul 7, iar la 1 ianuarie 1992 este clasat al 52-lea în clasamentul FIDE. Ulterior, Viorel Bologan și-a depășit această performanță, clasându-se la 1 iulie 1994 pe locul 50, la 1 ianuarie 2001 pe locul 19, iar la 1 aprilie 2005 a urcat pe locul 18 în lume cu un total de 2700 puncte ELO.
Timp de 7 ani a evoluat în liga germană pentru echipa din Dresda. Pe parcursul anilor 1993-1995 a apărat culorile clubului din Belfort (Franța). În perioada 1995-1997 a jucat pentru clubul "Tattransgaz" din Kazan, cu care în 1996 a devenit câștigător al Cupei Campionilor Europeni. În 1997, după succesul de la New York, Viorel Bologan a decis să renunțe la șah și până în decembrie 1997 s-a ocupat cu tranzacțiile cu hârtii de valoare. Criza economică din Rusia din anii 1997-1998 îl reîntoarce pe Viorel la tabla de șah, plus la aceasta, i se oferă dreptul de a reprezenta Republica Moldova la primul Campionat Mondial din Groningen, la care a învins în prima rundă, dar a pierdut în cea de a doua.

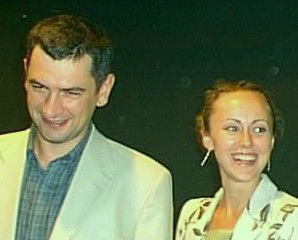
Bologan, Dortmund 2003

Anul 2000 a devenit unul deosebit de fructuos în cariera lui Viorel Bologan, el reușind o serie de 4 turnee câștigate consecutiv (la Minsk, Beijing, Poikovskii, Buenos Aires) și la data de 1 ianuarie 2001 ajunse pe poziția 19 mondială cu coeficientul Elo 2684.
Pe 10 noiembrie 2001 se căsătorește cu Margarita Makarova, balerină la Teatrul de Balet Moscova. Îmreună au o fiică, Ecaterina.
În 2002 și 2004 a apărat culorile secționatei Moldovei de șah la Olimpiadele de la Bled (Slovenia) și Calvia (Spania), jucând la masa întîi. Echipa a obținut locul 31 în 2002 și locul 36 în 2004. Înainte de aceasta, el a mai jucat la Olimpiadele de Șah de la Manila (1992), Moscova (1994), Erevan (1996), Elista (1998), de asemenea la masa întîi.

## Clasamentul FIDE
În clasamentul FIDE din iulie 2014, Bologan era cotat cu un punctaj Elo de 2654, care îl poziționa pe locul 98 în lume, fiind și cel mai bun din Republica Moldova.
Cel mai mare succes al său până în prezent îl constituie câștigarea turneului Sparkassen 2003 Tournament Arhivat în 12 decembrie 2007, la Wayback Machine. din Dortmund, Germania, din 2003, când s-a plasat înaintea unor șahiști mult mai bine cotați decât el, precum au fost Vladimir Kramnik, Viswanathan Anand și Peter Leko. Bologan a câștigat în anul 2005 Canadian Open Chess Championship.

## Cărți publicate
- ru  Ступени или как стать гроссмейстером. Мемуары шахматиста. Издательство: Издательство Астрель, АСТ, 2006 г., ISBN 5-17-034434-1, 5-271-13052-5, 985-13-6842-3[4]
- Bologan, Viktor (2007). Victor Bologan: Selected Games 1985–2004. Russell Enterprises Inc. ISBN 978-1-888690-37-8
- Bologan, Viktor (2008). The Chebanenko Slav According to Bologan. New In Chess. ISBN 978-90-5691-246-8.
  - ru  Славянская защита. Система Чебаненко. Издательство: Соловьёв Сергей, С.-Петербург, 2008 г., ISBN 5-903609-11-2
- Bologan, Viktor (2009). The King's Indian According to Bologan. A Complete Black Repertoire. Chess Stars. ISBN 978-954-8782-71-5.
  - ru  Староиндийская защита. Репертуар за чёрных. Издательство: Соловьёв Сергей, С.-Петербург, 2009, ISBN 978-5-903609-04-8
- ru  Система Россолимо. Сицилианская защита. Издатель: «Андрей Ельков», Москва, 2011, ISBN 978-5-9902352-2-9
- Bologan, Viktor (2012). The Powerful Catalan: A Complete Repertoire for White. New In Chess. ISBN 978-90-5691-401-1.
  - ru  Каталонское начало (репертуар за белых). Издатель: «Андрей Ельков», Москва, 2013, ISBN 978-5-9902352-8-1

## DVD-uri cu deschideri ChessBase Fritztrainer
- Bologan, Viktor (2009). The King's Indian. Fritztrainer opening DVD, ChessBase. ISBN 978-3-86681-139-3.
- Bologan, Viktor (2009). The Caro–Kann. Fritztrainer opening DVD, ChessBase. ISBN 978-3-86681-131-7.
- Bologan, Viktor (2010). The Sicilian Rossolimo for White. Fritztrainer opening DVD, ChessBase.
- Bologan, Viktor (2010). The Fighting Philidor. Fritztrainer opening DVD, ChessBase.
- Bologan, Viktor (2011). Beating the Sicilian: Grandmaster Bologan's Repertoire Vol. 1, 2 and 3. Fritztrainer opening DVD, ChessBase.
- Bologan, Viktor. The Catalan: A complete repertoire for White! Fritztrainer opening DVD, ChessBase.
- Bologan, Viktor. Fit for the French. Fritztrainer opening DVD, ChessBase.